# حمله انتحاری میزان ۱۴۰۱ مرکز آموزشی کابل
حمله انتحاری میزان ۱۴۰۱ مرکز آموزشی کاج حوالی ساعت ۷:۳۰ صبح روز جمعه ۸ مهر ۱۴۰۱ شمسی در کوچه نقاش دشت برچی واقع در کابل روی داد. این انفجار موجب کشته و زخمی شدن ده‌ها دانش آموز و شهروند افغانستانی شد. مهاجم انتحاری در ابتدا دو نگهبان مرکز آموزشی را به ضرب چندین گلوله به قتل رساند سپس با نزدیک نمودن خود به کلاسی که دانش‌آموزان در جریان کنکور آزمایشی بودند چندین نفر که پشت در کلاس شامل معلمان و برخی کارکنان آموزشگاه بودند را به ضرب گلوله از پای درمی‌آورد و سپس با ورود به محل برگزاری آزمون مجدداً اقدام به تیراندازی به سمت دانش‌آموزان می‌کند و پس از اتمام مهمات، خود را منفجر می‌کند. به‌دلیل آنکه صفوف اول را بانوان تشکیل می‌دادند اکثر قربانیان زنان و دختران بودند. این مرکز آموزشی پیش از این و در سال ۱۳۹۷ هم مورد حمله مرگبار انتحاری قرار گرفت. هیچ گروهی مسئولیت این حمله را بر عهده نگرفت.

## قربانیان
اکثر قربانیان زنان و دختران بودند. در این حمله ۵۳ تن کشته و ۱۱۰ تن دیگر زخمی شده‌اند.

## واکنش طالبان
مقامات طالبان به‌صورت کلی این حمله را محکوم کردند اما مسئولان امنیتی طالبان در کابل ضمن محکوم نمودن این حمله مسئولان برگزاری آزمون را به‌دلیل اینکه در روز جمعه و بدون هماهنگی با آنان اقدام به برگزاری آزمون کردند مورد نکوهش قرار دادند.

## واکنش‌های بین‌المللی
- سازمان ملل متحد، هیئت معاونت سازمان ملل متحد در افغانستان و یونیسف با محکومیت این حمله آن را سهمگین توصیف کردند.[۶]
- ریچارد بنت، گزارشگر ویژه حقوق بشر سازمان ملل متحد برای افغانستان، ضمن محکوم کردن این اقدام گفته‌است که حمله به دانش‌آموزان در این مرکز آموزشی، یادآور حمله سال گذشته در همین محل است.[۷]
- اتحادیه اروپا در بیانیه‌ای با محکومیت شدید این حمله آن را جنایتی شنیع خواند.[۸]
- سخنگوی وزارت امور خارجه ایران، ناصر کنعانی ضمن محکومیت شدید این اقدام گفت: «حمله مرگبار به جوانان بیگناه شرکت کننده در یک آزمون علمی، اقدامی ددمنشانه و مغایر با آموزه‌های دینی و اصول اولیه انسانی است و ارتکاب آن لکه ننگی بر دامن عاملان این جنایت و حامیان تروریست‌های اهریمنی به‌شمار می‌رود.»[۹]
- سازمان امنیت و خدمات دولت نروژ با انتشار بیانیه‌ای ضمن محکوم نمودن این اقدام تروریستی افزود که همه افغان‌ها حق دارند در امنیت تحصیلات را دنبال کنند.[۱۰]
- ذبیح‌الله مجاهد، سخنگوی امارت اسلامی، در تویتی این حمله را «وحشت بزرگ» خواند و افزود که امارت اسلامی این حمله را به شدت محکوم می‌کند.[۱۱]
- کرن دیکر، کاردار سفارت ایالات متحده آمریکا برای افغانستان: «ایالات متحده حمله امروز را که در مرکز عالی آموزشی کاج رخ داد، به شدت محکوم می‌کند.»[۱۲]
- وزارت امور خارجه پاکستان با انتشار بیانیه‌ای این حمله تروریستی را «وحشتناک» خواند و افزود که پاکستان در مقابله با تروریسم در کنار برادران افغان خود ایستاده‌است.[۱۳]
- وزارت امور خارجه ترکیه با انتشار بیانیه‌ای ضمن محکومیت این حمله، مراتب تسلیت خود را به خانواده‌های قربانیان و ملت افغانستان اعلام داشت.[۱۴]
- سید عمار حکیم، رهبر جریان حکمت ملی عراق، ضمن محکوم کردن این جنایت از جامعه بین‌المللی خواست که دولت افغانستان را به حفاظت از جان همه شهروندان افغانستان از هر طایفه و مذهبی که باشند وادار کند.[۱۵]
- دفتر وزارت امور خارجه امارات متحده عربی با محکومیت شدید این حمله افزود امارات متحده عربی تمام اشکال خشونت و تروریسم را که هدف آن بی‌ثبات کردن امنیت و ثبات در تضاد با ارزش‌ها و اصول انسانی است را قویا رد می‌کند.[۱۶]
- عربستان سعودی ضمن نکوهش هر گونه افراط‌گرایی با تروریستی نامیدن این حمله آن را محکوم کرد.[۱۷]
- مقتدی صدر سیاست‌مدار عراقی، با محکومیت این حمله خواستار مداخله عربستان سعودی برای جلوگیری از خشونت علیه شیعیان شد.[۱۸]
- بیانیه وزارت امور خارجه ازبکستان: «وزارت امور خارجه ازبکستان این اقدام خشونت‌آمیز را به شدیدترین وجه ممکن محکوم می‌کند. از امارت اسلامی می‌خواهیم همه اقدامات را برای شناسایی عاملان این حمله غیرانسانی انجام دهد.»[۱۹]
- سفارت روسیه در کابل با صدور اعلامیه‌ای این حمله تروریستی را محکوم کرد. در این اعلامیه آمده‌است: «سفارت روسیه حمله تروریستی بر ضد یکی از مراکز تحصیلی که در یکی از ناحیه‌های کابل صورت گرفته‌است را قطعاً محکوم می‌کند.»[۲۰][۲۱]